# Gurigaranahalli, Channarayapatna
Gurigaranahalli là một làng thuộc tehsil Channarayapatna, huyện Hassan, bang Karnataka, Ấn Độ.